# Zmarli w grudniu 2023

## Grudzień 2023
- 31 grudnia
  - Jay Clayton – amerykańska wokalistka jazzowa, pedagog[1]
  - Melissa Hoskins – australijska kolarka szosowa i torowa, mistrzyni świata (2015)[2]
  - Benjamin Kiplagat – ugandyjski lekkoatleta, długodystansowiec[3]
  - Georgi Ter-Ghazarianc – radziecki dyplomata[4]
  - Cale Yarborough – amerykański kierowca wyścigowy[5]
- 30 grudnia
  - Chakim Karmakow –rosyjski polityk, senator, premier Kabardo-Bałkarii (1991–1993)[6]
  - Wojciech Łączkowski – polski prawnik i nauczyciel akademicki, sędzia Trybunału Konstytucyjnego (1989–1997), przewodniczący Państwowej Komisji Wyborczej (1994–1998), członek Rady Polityki Pieniężnej (1998–2004)[7]
  - Pierre-Benjamin Pranchère – francuski polityk[8]
  - Tom Wilkinson – brytyjski aktor[9]
- 29 grudnia
  - Greg Boester – amerykański skoczek narciarski[10]
  - Doeke Eisma – holenderski polityk i socjolog, deputowany krajowy i europejski[11]
  - Gil de Ferran – brazylijski kierowca wyścigowy[12]
  - Michael Hardie Boys – nowozelandzki prawnik, polityk, gubernator generalny Nowej Zelandii (1996–2001)[13]
  - Marceli Kosman – polski historyk[14]
  - Jarosław Małys – polski pianista jazzowy, aranżer, kompozytor, pedagog[15]
  - Les McCann – amerykański pianista i wokalista jazzowy[16]
  - Rossy Mendoza – meksykańska aktorka, tancerka i wokalistka[17]
  - Leszek Wosiewicz – polski reżyser i scenarzysta filmowy[18]
- 28 grudnia
  - François Bracci – francuski piłkarz, trener[19]
  - Francis Dhomont – francuski kompozytor muzyki elektroakustycznej[20]
  - Alda Grimaldi(inne języki) – włoska aktorka, stulatka (ur. 1919)[21]
  - Stanisław Jarząbek – polski dyplomata, ambasador w Peru i na Kubie[22]
  - Maciej Małek – polski aktor[23]
  - Patrick Joseph Walsh – irlandzki duchowny rzymskokatolicki, biskup Down-Connor (1991–2008)[24]
- 27 grudnia
  - Jurij Arabow – rosyjski pisarz i scenarzysta filmowy[25]
  - Marian Górny – polski działacz samorządowy i nauczyciel, prezydent Gniezna (1983–1990)[26]
  - Jacques Delors – francuski ekonomista, polityk, minister finansów (1981–1984), eurodeputowany (1979–1981), przewodniczący Komisji Europejskiej (1985–1995)[27]
  - Gaston Glock – austriacki przedsiębiorca[28]
  - Daniel Jarosz – polski piłkarz[29]
  - Herb Kohl – amerykański polityk, senator ze stanu Wisconsin (1989–2013)[30]
  - Lee Sun-kyun – południowokoreański aktor[31]
  - Jerzy Troska – polski duchowny katolicki, teolog, profesor nauk teologicznych[32]
- 26 grudnia
  - Krzysztof Kozanecki – polski samorządowiec i nauczyciel, starosta zgierski (2010–2014)[33]
  - Ronald Mehlich – polski lekkoatleta, płotkarz[34]
  - Tony Oxley – brytyjski perkusista jazzowy[35]
  - Wolfgang Schäuble – niemiecki prawnik, polityk, minister finansów (2009–2017), minister spraw wewnętrznych (1989–1991, 2005–2009)[36]
  - Tom Smothers – amerykański komik, aktor, kompozytor i muzyk[37]
- 25 grudnia
  - Richard Franklin – brytyjski aktor[38]
- 24 grudnia
  - Kamar de los Reyes – portorykański aktor[39]
  - Naomi Feil – niemiecko-amerykańska gerontolożka[40]
  - Barbara Frączek – polska lekarka, okulistka, posłanka na Sejm I i III kadencji[41]
  - Josef Haring – niemiecki duchowny rzymskokatolicki, biskup Limoeiro do Norte (2000–2017)[42]
  - Maciej Iłowiecki – polski dziennikarz, publicysta[43]
  - Dawid Liba’i – izraelski prawnik, polityk, minister sprawiedliwości (1992–1996), minister spraw wewnętrznych (1995)[44]
  - Alice Parker – amerykańska kompozytorka, aranżerka, dyrygentka i pedagog[45]
  - Willie Ruff – amerykański waltornista i kontrabasista jazzowy, kompozytor[46]
- 23 grudnia
  - Bernard Bem – polski piłkarz[47]
  - Izabella Cywińska – polska reżyser teatralna i filmowa, krytyk filmowa[48]
- 22 grudnia
  - Tom Bogs – duński bokser[49]
  - Dimas Filgueiras Filho – brazylijski piłkarz[50]
  - Laura Lynch – amerykańska wokalistka i basistka, założycielka zespołu The Chicks[51]
  - Krzysztof Respondek – polski aktor, piosenkarz i artysta kabaretowy[52]
  - Giancarlo Tesini – włoski prawnik, działacz sportowy, polityk, minister transportu (1992–1993)[53]
  - Thomas Stafford Williams – nowozelandzki duchowny rzymskokatolicki, arcybiskup Wellington (1979–2005), kardynał[54]
- 21 grudnia
  - Ewa Geller – polska językoznawczyni, jidyszystka[55]
  - Lenka Hlávková – czeska muzykolog, zgnęła w strzelaninie na Uniwersytecie Karola w Pradze[56]
  - Zbigniew Majchrowski – polski historyk literatury, krytyk teatralny i literacki[57]
  - Robert Solow – amerykański ekonomista, laureat Nagrody Banku Szwecji im. Alfreda Nobla w dziedzinie ekonomii (1987)[58]
- 20 grudnia
  - Andrea Barberi – włoski lekkoatleta, sprinter[59]
  - Mohammad Jusuf Bejdun – libański polityk[60]
  - Frank Riggs – amerykański polityk[61]
  - Ireneusz Skubiś – polski duchowny katolicki, redaktor naczelny „Niedzieli” (1984–2014)[62]
  - Harrie Smeets – holenderski duchowny katolicki, biskup Roermond (2018–2023)[63]
  - Torben Ulrich – duński tenisista, malarz i muzyk[64]
- 19 grudnia
  - Aleksander – duchowny Greckiego Kościoła Prawosławnego[65]
  - Janusz Gortat – polski bokser, medalista olimpijski[66]
  - Stefan Olszowski – polski polityk, minister spraw zagranicznych (1971–1976, 1982–1985), przewodniczący Rady Naczelnej ZSP (1956–1960)[67][68]
- 18 grudnia
  - Michalina Growiec – polska śpiewaczka i pedagog[69]
  - Abderrahim Ouakili – marokański piłkarz[70]
  - Bo Larsson – szwedzki piłkarz[71]
  - Stanisław Majcher – polski działacz samorządowy i nauczyciel, naczelnik i prezydent Głogowa (1978–1982)[72]
- 17 grudnia
  - Amp Fiddler – amerykański piosenkarz, autor tekstów, klawiszowiec i producent muzyczny stylów funk, soul, dance i muzykę elektroniczną[73]
  - Janusz Filipiak – polski przedsiębiorca, założyciel i prezes firmy Comarch (1998–2023), działacz sportowy, prezes klubu Cracovia (2004–2023)[74]
  - Otar Ioseliani – gruziński reżyser, scenarzysta i montażysta filmowy[75]
  - Jim Ladd – amerykański didżej i osobowość radiowa[76]
  - Jerzy Mamcarz – polski poeta i pieśniarz[77]
  - James McCaffrey – amerykański aktor[78]
  - Eric Montross – amerykański koszykarz[79]
  - Nikoła Pydewski – bułgarski szachista, arcymistrz[80]
- 16 grudnia
  - Nawwaf al-Ahmad al-Dżabir as-Sabah – emir Kuwejtu (2020–2023)[81]
  - Rolando Garbey – kubański bokser[82]
  - Aleksander Heller – polski samorządowiec i przedsiębiorca, burmistrz Kościana (1990–1994)[83]
  - Richard Hunt – amerykański rzeźbiarz[84]
  - Carlos Lyra – brazylijski piosenkarz i kompozytor gatunku bossa nova[85]
  - Antonio Negri – włoski etyk, filozof polityczny, pisarz[86]
  - Rosita Pelayo – meksykańska aktorka[87]
  - Oleg Riachowski – rosyjski lekkoatleta, trójskoczek, naukowiec, profesor nauk technicznych
  - Przemysław Smolorz - Polski producent[88]
  - Kenpachirō Satsuma – japoński aktor[89]
- 15 grudnia
  - Colin Burgess – australijski muzyk rockowy, pierwszy perkusista zespołu AC/DC[90]
  - Bob Johnson – brytyjski gitarzysta rockowy i wokalista, muzyk zespołu Steeleye Span[91]
  - Andrzej Hopfer – polski naukowiec[92]
  - Guy Marchand – francuski piosenkarz, aktor[93]
  - Hans Selander – szwedzki piłkarz[94]
- 14 grudnia
  - George McGinnis – amerykański koszykarz[95]
  - Wiesław Niewęgłowski – polski prezbiter rzymskokatolicki, pisarz, duszpasterz środowisk twórczych[96]
- 13 grudnia
  - Yılmaz Atadeniz – turecki reżyser i scenarzysta filmowy[97]
  - Antonio Juliano – włoski piłkarz[98]
  - Lech Konopiński – polski poeta, autor utworów dla dzieci i młodzieży oraz widowisk telewizyjnych[99]
  - Paul Litjens – holenderski hokeista[100]
  - Wojciech Łazarek – polski piłkarz i trener[101]
  - Stanisław Jan Majewski – polski działacz kombatancki i uczestnik powstania warszawskiego[102]
  - Zdenek Matys – polski działacz kalwiński, prezes Synodu Kościoła Ewangelicko-Reformowanego w RP[103][104][105]
  - Zofia Merle – polska aktorka[106]
  - Verica Nedeljković – serbska szachistka, arcymistrzyni[107]
  - Włodzimierz Szeps – polski wokalista, członek zespołu Śliwki[108]
  - Ewa Wanat – polska dziennikarka radiowa i telewizyjna[109]
- 12 grudnia
  - Jewgienij Biełousow – rosyjski saneczkarz[110]
  - Fusa Tatsumi – japońska superstulatka; druga najstarsza osoba na świecie[111]
- 11 grudnia
  - Andre Braugher – amerykański aktor[112]
  - Zygmunt Hemmerling – polski historyk i politolog[113]
  - Ferdinand Keller – niemiecki piłkarz[114]
  - Zuzanna Kościjańska – polska nauczycielka, posłanka na Sejm IV kadencji[115]
  - Essra Mohawk – amerykańska piosenkarka i autorka tekstów[116]
  - Edgar Quinteros – boliwijski piłkarz[117]
  - Dionizy Such – polski dyplomata, chargé d’affaires PRL w Norwegii (1984–1985)[118]
  - Camden Toy – amerykański aktor[119]
  - Florian Wiśniewski – polski robotnik i związkowiec, opozycjonista w okresie PRL[120]
- 10 grudnia
  - Philip Bushill-Matthews – brytyjski polityk i menedżer, deputowany do Parlamentu Europejskiego V i VI kadencji (1999–2009)[121]
  - David Drake – amerykański pisarz fantastyki naukowej i fantasy[122]
  - Shirley Anne Field – brytyjska aktorka[123]
  - Henryk Kucharski – polski dziennikarz[124]
  - Marija Pisariewa – rosyjska lekkoatletka, skoczkini wzwyż[125]
  - Jude Saint-Antoine – kanadyjski duchowny rzymskokatolicki, biskup pomocniczy Montrealu (1981–2006)[126]
- 9 grudnia
  - Raymond Goedert – amerykański duchowny rzymskokatolicki, biskup pomocniczy Chicago (1991–2003)[127]
  - Maksim Huscik – białoruski narciarz dowolny[128]
  - Walter Leiser – szwajcarski wioślarz[129]
  - Walenty Maćkowiak –  polski hodowca roślin, bezpartyjny polityk, poseł na Sejm PRL IX kadencji[130]
  - Carles Soler Perdigó – hiszpański duchowny rzymskokatolicki, biskup pomocniczy Barcelony (1991–2001), biskup Girony (2001–2008)[131]
- 8 grudnia
  - Itziar Castro – hiszpańska aktorka[132]
  - Jacques Duquesne – belgijski piłkarz[133]
  - Jan Janca – polsko-niemiecki organista, kompozytor i muzykolog[134]
  - Richard Kerr – angielski piosenkarz, autor tekstów, kompozytor[135]
  - Peter-Michael Kolbe – niemiecki wioślarz[136]
  - Ryan O’Neal – amerykański aktor[137]
  - Lech Zielonka – polski polityk, rolnik i działacz sportowy, poseł na Sejm IV kadencji (2001–2005)[138]
- 7 grudnia
  - Zita Carno – amerykańska pianistka klasyczna[139]
  - Teresa Lubkiewicz-Urbanowicz – polska pisarka[140]
  - Emiko Miyamoto – japońska siatkarka[141]
  - Elżbieta Sommer – polska dziennikarka telewizyjna, prezenterka pogody[142]
  - Benjamin Zephaniah – brytyjski pisarz, poeta, anarchista, działacz społeczny, muzyk reggae[143]
- 6 grudnia
  - Tore Aleksandersen – norweski trener siatkarski[144]
  - Joseph Bernardo – francuski pływak, medalista olimpijski (1948, 1952)[145]
  - Alfredo M. Bonanno – włoski anarchista, myśliciel polityczny, pisarz[146]
  - Dean Crawford – kanadyjski wioślarz, mistrz olimpijski (1984)[147]
  - Jack Hogan – amerykański aktor[148]
  - Noël Kinsella – kanadyjski psycholog i polityk[149]
  - Karol Kisza – polski działacz partyjny i państwowy, wicewojewoda opolski (1973–1977)[150]
  - Mirosława Krajewska – polska aktorka[151]
  - Marisa Pavan – włoska aktorka[152]
  - Ryszard Sosnowski – polski fizyk, członek rzeczywisty PAN[153]
- 5 grudnia
  - Mirush Kabashi – albański aktor[154]
  - Denny Laine – brytyjski gitarzysta, wokalista, członek zespołów: The Moody Blues i Wings[155]
  - Norman Lear – amerykański scenarzysta i producent filmowy oraz telewizyjny[156]
  - Konstantyn Liechtenstein – syn księcia Liechtensteinu Jana Adama II[157]
  - John Rumble – kanadyjski jeździec sportowy[158]
  - Rosemary Smith – irlandzka kierowca rajdowa, projektantka mody[159]
  - Tadeusz Zajączkowski – polsko-niemiecki chirurg, urolog i historyk medycyny[160]
- 4 grudnia
  - Zdzisław Antolski – polski poeta[161]
  - Juanita Castro – kubańska dysydentka, opozycjonistka względem rewolucji kubańskiej, szpieg Centralnej Agencji Wywiadowczej[162]
  - Anna Domżalska – polska pedagog, wykładowczyni akademicka[163]
  - Hadžem Hajdarević – bośniacki poeta, prozaik[164]
  - Josef Vacenovský – czeski piłkarz[165]
  - Wojciech Walczak – polski polityk, psycholog i urzędnik państwowy, działacz opozycyjny i studencki w PRL[166]
- 3 grudnia
  - Giuseppe Germano Bernardini – włoski duchowny rzymskokatolicki, wikariusz apostolski Anatolii (1990−1993), arcybiskup Izmiru (1983–2004)[167]
  - Myles Goodwyn – kanadyjski wokalista, autor piosenek, członek zespołu April Wine[168]
  - Marek Henczka – polski kolarz, trener kolarski[169]
  - Glenys Kinnock – brytyjska nauczycielka, polityk, minister stanu (2009), eurodeputowana (1994–2009)[170]
  - Marian Kowalewski – specjalista w zakresie zarządzania strategicznego[171]
- 2 grudnia
  - Maria Lisa Cinciari Rodano – włoska działaczka feministyczna, polityczka, eurodeputowana (1979–1989)[172]
  - Clarence Kelly – amerykański duchowny sedewakantystyczny, biskup, przełożony generalny Bractwa Świętego Piusa V (1983–2023)[173]
  - Henryk Mandera – polski kierowca rajdowy[174]
  - Roberto Pazzi – włoski pisarz, poeta, dziennikarz[175]
  - Saulius Pečeliūnas – litewski inżynier, polityk[176]
  - Faustin Twagiramungu – rwandyjski polityk, premier Rwandy (1994–1995)[177]
  - Ingrid Wigernæs – norweska biegaczka narciarska[178]
- 1 grudnia
  - Szelomo Awineri – izraelski politolog, filozof[179]
  - Maria Braun-Gałkowska – polska psycholog[180]
  - Joanne Hewson – kanadyjska narciarka alpejska[181]
  - Marcello Marziali – włoski aktor[182]
  - Maria Kałamajska-Saeed – polska historyczka sztuki[183]
  - Sandra Day O’Connor – amerykańska prawniczka, pierwsza sędzia Sądu Najwyższego Stanów Zjednoczonych (1981–2006)[184]

- data nieznana
  - Sophie Anderson – brytyjska modelka i aktorka pornograficzna[185]